# ديميتريوس كوستاكوس
ديميتريوس كوستاكوس (مواليد 8 مارس 1978) هو مبارز بالسيف يوناني، مثّل بلاده في الألعاب الأولمبية الصيفية 2004.

## روابط خارجية
ديميتريوس كوستاكوس على موقع أوليمبيديا (الإنجليزية)